# Лобос УПНФМ
Лобос УПНФМ (исп. Lobos UPNFM) — гондурасский футбольный клуб из Тегусигальпы, столицы страны, в настоящее время выступающий в Национальной лиге Гондураса, первой по уровню в системе футбольных лиг страны. Домашние матчи команда проводит на стадионе Тибурсио Кариас Андино, вмещающем около 34 000 зрителей, на котором также проводят свои матчи «Олимпия», «Мотагуа» и сборная Гондураса.
«Лобос УПНФМ» был основан 10 августа 2010 года, представляя Национальный педагогический университет имени Франсиско Морасана (исп. Universidad Pedagógica Nacional Francisco Morazán). Первоначально в клубе было 30 игроков, все они были учащимися или выпускниками этого университета. Клуб привлекал в свои ряды резервистов из «Олимпии» и «Мотагуа». Команда получила место в Лиге Ассенсо. В 2013 году тренерами команды стали бывшие футболисты сборной Гондураса Арнольд Крус и Эдуардо Беннет. В Апертуре 2014 «Хагуарес УПНФМ» вышел в финал первенства, где уступил «Хутикальпе». 4 июня 2017 года «Лобос УПНФМ» одолел в финале Клаусуры «Вильянуэву» в серии послематчевых пенальти. Спустя неделю он встретился с победителем Апертуры «Лепаэрой» в городе Сан-Педро-Сула. «Лобос УПНФМ» одержал победу с минимальным счётом, тем самым добившись выхода в Национальную лигу. 
30 июля 2017 года «Лобос УПНФМ» дебютировал в Национальной лиге Гондураса, проиграв «Олимпии» с минимальным счётом на стадионе Тибурсио Кариас Андино. А спустя две недели одержал первую победу в лиге, одолев дома «Реал Эспанью» со счётом 2:1.